# Курцер, Манфред
Ма́нфред Курцер (нем. Manfred Kurzer; 10 января 1970, Западный Берлин) — немецкий стрелок из винтовки по движущимся мишеням. Олимпийский чемпион 2004 года в стрельбе по движущейся мишени, двукратный чемпион мира, трёхкратный чемпион Европы.

## Спортивная биография
В 2000 году Манфред Курцер дебютировал на летних Олимпийских играх. В соревнованиях по стрельбе по бегущей мишени немецкий спортсмен сумел пробиться в финал, но там занял только 6-е место.
На летних Олимпийских играх 2004 года в Афинах Манфред Курцер уже в квалификационном раунде соревнований в стрельбе по бегущей мишени создал себе весомый задел, установив мировой рекорд, набрав 590 очков и опережая ближайшего преследователя россиянина Дмитрия Лыкина на 6 очков. В финале соревнований немецкий стрелок показал худший результат, но запаса очков, набранных в квалификации, хватило, чтобы стать олимпийским чемпионом.
За свою карьеру Курцер трижды становился чемпионом мира. Дважды ему удавалось это сделать в личном первенстве, а в 2002 году немецкий стрелок стал победителем в составе сборной страны. Самым удачным чемпионатом в карьере Манфреда стало первенство 1990 года, проходившее в Москве. Во время чемпионата Курцер стал обладателем трёх наград разного достоинства.
Проживает во Франкфурте-на-Одере, выступает за клуб SG 1406 Frankfurt/Oder. Разведён, есть ребёнок.
Награждён орденом Заслуг земли Бранденбург.